# Maria Pia Sasko-Koburg-Gotha z Braganzy
Maria Pia de Saxe-Coburgo e Bragança (13. března 1907 Lisabon, Portugalsko – 16. května 1995 Verona, Itálie), také známá pod pseudonymem Hilda de Toledano, byla portugalská spisovatelka a novinářka, která tvrdila, že je nemanželskou dcerou krále Carlose I. Portugalského. 

## Život
Od roku 1932 si také nárokovala právo na titul vévodkyně z Braganzy a dědičky portugalského trůnu.
Maria Pia z Braganzy tvrdila, že ji král Carlos I. legitimoval prostřednictvím královského výnosu a zařadil ji do nástupnické linie, nepředložila však žádný důkaz, který by to prokázal, a král k tomu podobně neměl osobní pravomoc. Otcovství Marie Piy nebylo nikdy prokázáno a její nárok na trůn nebo na královský původ nebyl nikdy široce přijat.

## Děti a vnoučata
- Fátima Francisca Xaviera Iris Bilbao Sasko-Koburg-Gotha z Braganzy (1932–1982)
- Maria da Glória Cristina Amélia Valéria Antónia Blais Sasko-Koburg-Gotha z Braganzy (*1946)
  - Carlos Miguel Barrocal Sasko-Koburg-Gotha z Braganzy (*1976)
  - Beltrão José Berrocal Sasko-Koburg-Gotha z Braganzy (*1978)
- Rosario Poidimani (*1941)
  - Soraya Lúcia Sayda Tecla Poidimani (*1965)
  - Simone Joska Poidimani (*1982)
  - Krystal Isabel Poidimani (*2003)

## Smrt
Maria Pia z Braganzy zemřela ve Veroně v Itálii v roce 1995. Byla pohřbena se svým druhým manželem generálem Blaisem na Cimitero Monumentale ve Veroně.[zdroj?]